# Conrad Rücker
Conrad Rücker (* 20. April 1823 in Hamburg; † 7. Februar 1875 ebenda) war ein deutscher Kaufmann.

## Leben
Conrad Rücker war ein Sohn des Hamburger Senators Friedrich Rücker (1788–1862) und dessen Ehefrau Louise, geborene Engelbach (1795–1865). Er trat in das kaufmännische Geschäft seines Vaters ein, das dieser unter der Firma Friedrich Rücker betrieb. Nach dem Tod des Vaters im Jahr 1862 und dem Eintritt von J. Warnholtz wurde die Firma in Rücker & Warnholtz umbenannt.
Rücker diente beim Hamburger Bürgermilitär, er war von 1855 bis 1861 Hauptmann der 3. Kompanie des 6. Bataillons. In weiteren Ämtern war Rücker von 1860 bis 1862 Steuerbürger, 1860 bis 1865 Provisor des Gasthauses, 1862 und 1863 Mitglied der Zoll- und Akzisedeputation und 1864 bis 1868 Mitglied der Deputation für indirekte Steuern und Abgaben.
Er gehörte 1862 und von 1865 bis 1868 der Hamburgischen Bürgerschaft als Abgeordneter an.
Conrad Rücker heiratete am 4. März 1851 Louise Justine Lüders (1831–1889), sie hatten drei Töchter und zwei Söhne.